# Yes, I'm a Witch
| Recensione    | Giudizio |
| ------------- | -------- |
| AllMusic      | [ 1 ]    |
| Blender       |          |
| The Guardian  | [ 2 ]    |
| Mojo          | [ 3 ]    |
| NME           | [ 4 ]    |
| Pitchfork     | 7.4/10   |
| Rolling Stone | [ 6 ]    |

Yes, I'm a Witch è un album di remix tributo alla musica di Yoko Ono pubblicato nel 2007 su etichette Apple Records e Astralwerks.
Nel 2016 è uscito il sequel, intitolato Yes, I'm a Witch Too, con collaborazioni e remix da parte di Miike Snow, Portugal. The Man, Death Cab for Cutie, Penguin Prison, Peter Bjorn and John, Tune-Yards, Moby ed altri.

## Descrizione
I brani scelti spaziano in tutta la carriera di Yoko Ono: dai lavori sperimentali insieme a John Lennon della fine degli anni sessanta, alla sua carriera solista negli anni settanta e ottanta. Il titolo dell'album è tratto dall'omonima traccia presente nell'album A Story, inciso da Ono nel 1974 ma rimasto inedito fino all'inclusione nel cofanetto antologico Onobox nel 1992. Gli artisti invitati a contribuire scelsero una canzone dal catalogo discografico della Ono, e furono autorizzati ad utilizzare tutti gli elementi necessari per creare la remix/cover desiderata. Secondo il comunicato stampa, quasi tutti gli artisti scelsero solo la traccia vocale e crearono basi completamente nuove per dimostrare la versatilità delle composizioni della Ono.

## Tracce
1. Hank Shocklee – Witch Shocktronica Intro - 1:47
2. Peaches – Kiss Kiss Kiss - 3:18
3. Shitake Monkey – O'Oh - 3:38
4. Blow Up – Everyman Everywoman - 4:01
5. Le Tigre – Sisters, O Sisters - 2:47
6. Porcupine Tree – Death of Samantha - 4:35
7. DJ Spooky – Rising - 4:13
8. The Apples in Stereo – Nobody Sees Me Like You Do - 3:56
9. The Brother Brothers – Yes, I'm a Witch - 3:48
10. Cat Power – Revelations - 3:52
11. The Polyphonic Spree – You and I - 3:26
12. Jason Pierce (degli Spiritualized) – Walking on Thin Ice - 5:07
13. Antony and Hahn Rowe – Toyboat  - 4:24
14. The Flaming Lips – Cambridge 1969/2007 - 5:37
15. The Sleepy Jackson – I'm Moving On - 4:55
16. Hank Shocklee – Witch Shocktronica Outro - 0:30
17. Craig Armstrong – Shiranakatta (I Didn't Know) - 3:09